# カガヤン州
カガヤン州（カガヤンしゅう、Province of Cagayan）は、フィリピン北部ルソン島のカガヤン・バレー地方（Cagayan Valley, Region II）に属する州である。州都はトゥゲガラオ（Tuguegarao）である。面積は9,002.7km2で国内第3位、人口は1,199,320人（2015年）。

## 地理
南にイサベラ州、コルディリェラ行政地域のアパヤオ州、西にイロコス地方のイロコス・ノルテ州と接している。北にはバブヤン諸島があり、その北には国内最小のバタネス州が隣接する。
東にはフィリピン海が広がっている。州の中央をカガヤン川が北流し、アパリ附近でバブヤン海峡へ注ぐ。東海岸沿いにシエラマドレ山脈が聳える。

## 歴史
ペニャブランカのカヤオ洞窟から6万7千年前のアジア最古のホモサピエンス、カヤオ人の人骨が出土。
中国の南シナ海におけるフィリピンへの圧迫や台湾有事に対応するため、当地に米軍基地が建設されることを2023年4月3日にフィリピン政府が発表した。

## 行政区分
カガヤン州には、1つの市（Component cities）、28の基礎自治体（Municipality）がある。都市（Independent cities）はない。

### 基礎自治体
1. Abulug
2. Alcala
3. Allacapan
4. Amulung
5. Aparri
6. Baggao
7. Ballesteros
8. Buguey
9. Calayan
10. Camalaniugan
11. Claveria
12. Enrile
13. Gattaran
14. Gonzaga
15. Iguig
16. Lal-Lo
17. Lasam
18. Pamplona
19. ペニャブランカ（英語版）
20. Piat
21. Rizal
22. Sanchez-Mira
23. Santa Ana
24. Santa Praxedes
25. Santa Teresita
26. Santo Niño (Faire)
27. Solana
28. Tuao

### 主要都市
- トゥゲガラオ